# Les Islettes
Les Islettes là một xã trong tỉnh Meuse thuộc vùng hành chính Grand Est ở miền Đông Bắc nước Pháp. Xã này nằm ở khu vực có độ cao trung bình 174 mét trên mực nước biển.
Dân số theo điều tra dân số năm 1999 là 813 người.